# Речник (Фотий)
„Речник“ (на средногръцки: Λέξεων Συναγωγή, Λεξικό του Φωτίου, Λεξικόν του Φωτίου) е ръкописна книга от X век на патриарх Фотий I Константинополски.
„Речникът“ е публикуван по-късно от „Библиотека“ и вероятно в основната си част е дело на ученик на Фотий. Целта е да бъде справочна книга, която да улеснява четенето на старите класически и християнски автори, чийто език и речник вече не са актуални към X век. Дълго време единствените запазени ръкописи на „Речника“ са Codex Galeanus, който попада в библиотеката на Тринити Колеж в Кеймбридж и Berolinensis graec. oct. 22, като и двата не са пълни. В 1959 година Линос Политис от Солунския университет открива цялостен ръкопис – Codex Zavordensis 95, в Завордския манастир, Гревенско, където ръкописът още се пази. Според Андреас Ваврицас ръкописът е пренесен в Завордския манастир след закриването на манастира „Успение Богородично“ в Спилео.